# Сухолуцька сільська рада
Сухолуцька сільська рада — колишній орган місцевого самоврядування у Вишгородському районі Київської області. Адміністративний центр — село Сухолуччя.

## Загальні відомості
Сухолуцька сільська рада була утворена в 1919 році. Водоймища на території, підпорядкованій даній раді: Київське водосховище.

## Населені пункти
Сільській раді підпорядковані населені пункти:
- с. Сухолуччя

## Склад ради
Рада складається з 12 депутатів та голови.

### Керівний склад попередніх скликань
| ПІБ                         | Основні відомості                                                                                         | Дата обрання | Дата звільнення |
| --------------------------- | --- | ------------ | --------------- |
| Зозуля Володимир Андрійович | Сільський голова, 1960 року народження, безпартійний                                                      | 26.03.2006   | 18.12.2008      |
| Чуж Оксана Василівна        | Сільський голова, 1970 року народження, освіта середня спеціальна, Всеукраїнське об'єднання «Батьківщина» | 24.05.2009   | 31.10.2010      |
| Чуж Оксана Василівна        | Сільський голова, 1970 року народження, освіта середня спеціальна, член Партії регіонів                   | 31.10.2010   |                 |

Примітка: таблиця складена за даними джерела